# The Rivals (film 1912 Essanay)
The Rivals è un cortometraggio muto del 1912. Il nome del regista non viene riportato.

## Produzione
Il film fu prodotto dalla Essanay Film Manufacturing Company.

## Distribuzione
Distribuito dalla General Film Company, il film - un cortometraggio a una bobina - uscì nelle sale cinematografiche statunitensi il 19 aprile 1912.
In quello stesso anno, uscirono altri due corti dallo stesso titolo, un The Rivals, prodotto da Mack Sennett con Mabel Normand e un altro The Rivals, prodotto in Francia dalla Éclipse.